# Hakozaki-gū

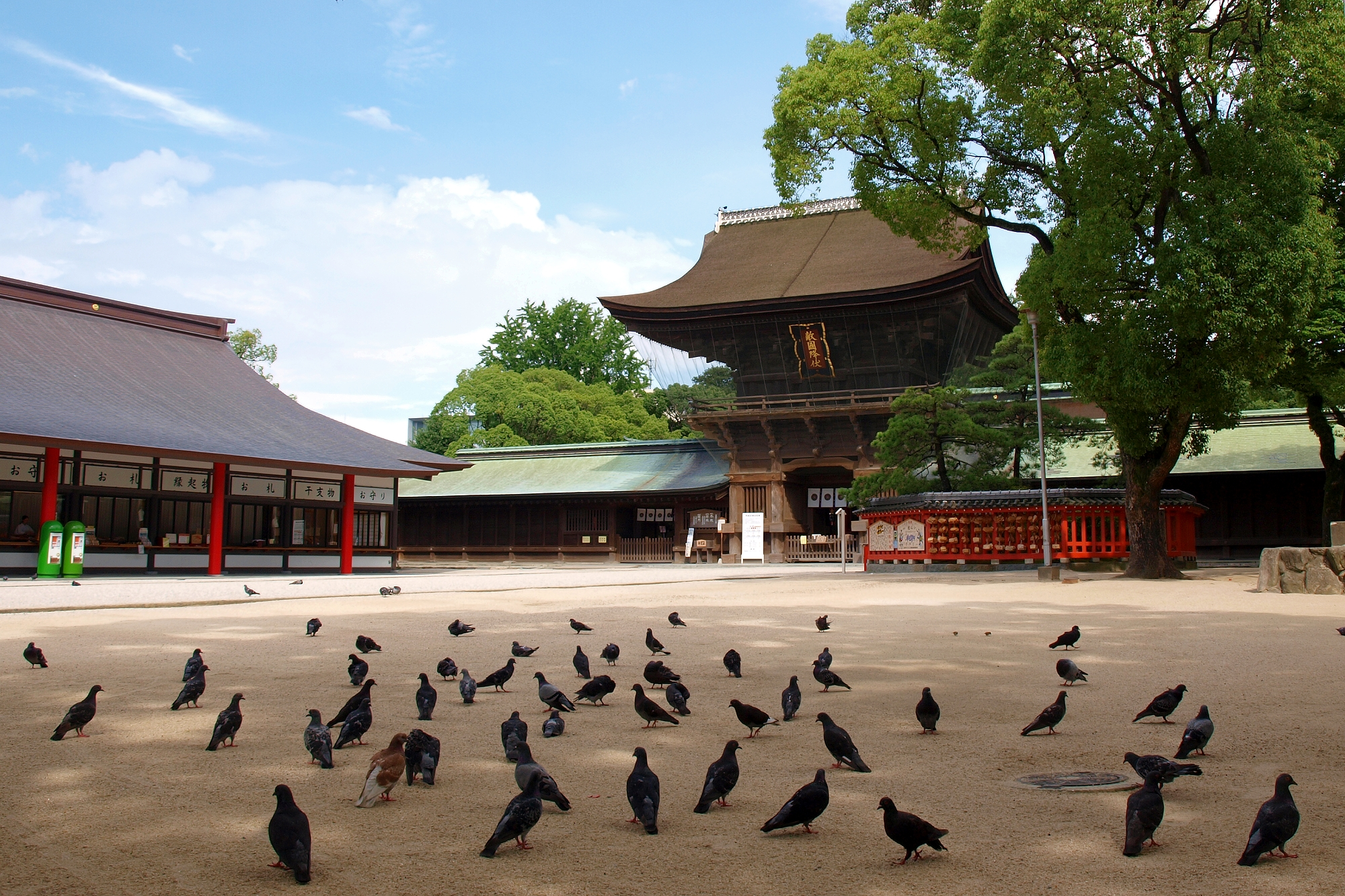
Der Hakozaki-gū

Der Hakozaki-gū (jap. 筥崎宮) ist ein Shintō-Schrein im Stadtbezirk Higashi-ku der japanischen Stadt Fukuoka. Neben dem Iwashimizu Hachiman-gū und dem Usa Hachiman-gū zählt er zu den drei großen Hachiman-Schreinen in Japan.
Der Hakozaki-gū wurde im Jahr 923 erbaut. Die gegenwärtigen Bauten der Haupthalle (honden) und der Gebetshalle (haiden) stammen aus dem Jahr 1546. Die Türen der Haupthalle sind stets geöffnet, was äußerst ungewöhnlich für einen Shintō-Schrein ist.

## Kami
Die im Schrein verehrten Haupt-Kami sind der Ōjin-tennō (dessen Nabelschnur angeblich in der Nähe eines Torii des Schreins begraben liegt, und der als Hachiman hier lange Zeit als Kriegsgott von den Genji und diversen Generälen verehrt wurde), die Jingū-kōgō und die Tagori-hime (hier identisch mit Tama-yori-hime, Tante und Gattin des Ugaya-fuki-aezu, sowie Mutter des Jimmu-tennō).
Des Weiteren werden im Nebenschrein Nisshi-massha die Lehm-Kami Hani-yashu-hiko und Hani-yasu-hime verehrt. Der Feldwirtschafts-Kami Ō-toshi wird im Nebenschrein Sōho-den verehrt.

## Matsuri
Das bekannteste vom Schrein ausgerichtete Matsuri dürfte das Tamaseseri (玉せせり, eigentlich 玉取祭, Tamatori-Matsuri) sein. Es findet am 3. Januar jeden Jahres statt und gehört zu den drei größten Festen auf Kyūshū.
Grob gesagt geht es dabei darum, dass zwei Gruppen halbnackter junger Männer, jeweils Bauern bzw. Fischer, nur mit einem Lendenschurz (fundoshi) bekleidet, um eine Kugel wettstreiten, um sie dem Priester zu übergeben. Die Gruppe, die dadurch den Sieg davonträgt, soll im neuen Jahr dadurch besonderes Glück, also eine gute Ernte oder einen besonders reichen Fang, haben.